# Йохан фон Кьонигсег-Кьонигсегерберг
Йохан фон Кьонигсег-Кьонигсегерберг (на немски: Johann von Königsegg zu Königseggerberg; † 27 август 1450) от стария швабски благороднически род Кьонигсег е господар на Кьонигсег (в Гугенхаузен) и Кьонигсегерберг в Баден-Вюртемберг.
Той е син на Ерхард фон Кьонигсег и Кьонигсегерберг († 1403) и съпругата му Урсула фон Райшах († 1423). Внук е на Еберхард фон Кьонигсег-Фронхофен († 1377), господар на Кьонигсегерберг, фогт на Госау, и съпругата му Урсула фон Клингенберг († сл. 1391). Брат е на Албрехт фон Кьонигсег-Кьонигсегерберг († 1445) и Ег фон Кьонигсег-Кьонигсегерберг († 1428).
Внук му Ханс Дионис фон Кьонигсег-Кьонигсегерберг († 25 ноември 1445) е издигнат на фрайхер.
През 1629 г. родът е издигнат на имперски граф от император Фердинанд II.

## Фамилия
Йохан фон Кьонигсег-Кьонигсегерберг се жени за Клара Грамлих фон Цусдорф († сл. 1456). Te имат три сина и дъщеря:
- Йохан фон Кьонигсег-Кьонигсегерберг (* пр. 27 август 1450)
- Вилхелм фон Кьонигсег-Кьонигсегерберг (†16 декември 1473/19 март 1483), женен за Вероника фон Щетен
- Георг (Йорг) фон Кьонигсег-Кьонигсегерберг († 1 ноември 1489), женен за Маргарета Свелхер. дъщеря на Клайнхусзен Свелхер и Анна фон Фрайберг; имат шест деца
- Вероника фон Кьонигсег-Кьонигсегерберг (* пр. 27 август 1450)